# محمد بن علی بن لیث
محمد بن علی صفاری، (۹۱۰ تا ۹۱۱ میلادی) پنجمین امیر سلسله صفاری بود و در زمانی که برادرش لیث در شیراز بود به عنوان نایب لیث در سیستان حکومت می‌کرد.
با شکست و اسارت لیث ، برادرش  محمد بن علی بن لیث در محرم سال ۲۹۸ ه.ق بر تخت امارت سیستان نشست . در همین زمان معدل برادر دیگر وی از کرمان به سیستان  رسید . او حکومت را حق خود می دانست محمد وی را محصور کرد ولی کوشید به او خدشه ای وارد نگردد و وسایل رفاه معدل را فراهم نمود . خلیفه المقتدر هم این موقعیت را مناسب می دید که برای همیشه از دست صفاریان خلاص شود . لذا به امیر احمد سامانی نامه ای نوشت و درآن حکومت سیستان را به او واگذار کرد . امیر احمد سامانی با سپاهی مجهز و مجرب را به فرماندهی حسین مرورودی به سیستان گسیل داشت.
وی بعد از مدتی برادرش معدل را دستگیر کرد و به زندان فرستاد اما وقتی خبر حمله احمد بن اسماعیل سامانی به سیستان را شنید معدل را آزاد کرد تا بتواند از وی علیه سامانیان استفاده کند. ولی در هنگامه نبرد با سامانیان، معدل خیانت کرد و محمد بن علی هم به طرف بست فرار کرد و در آنجا به غارت اموال مردم پرداخت. سپاه سامانی برای دستگیری محمد بن علی به بست رفت و موفق شد او را دستگیر کند و روانه بغداد سازد.